# Schizomus pauliani
Espèce
Schizomus pauliani est une espèce de schizomides de la famille des Hubbardiidae.

## Distribution
Cette espèce est endémique de Mohéli aux Comores,.

## Étymologie
Cette espèce est nommée en l'honneur de Renaud Paulian.

## Publication originale
- Lawrence, 1969 : The Uropygi (Arachnida: Schizomidae) of the Ethiopian Region. Journal of Natural History, vol. 3, p. 217-260.